# Mendosoma
Mendosoma is een monotypisch geslacht van straalvinnige vissen uit de familie van trompetvissen (Latridae).

## Soort
- Mendosoma lineatum Guichenot, 1848